# Louis Hunter
Louis Hunter (* 17. März 1992 in Sydney, New South Wales) ist ein australischer Schauspieler.

## Leben
Seine Schauspielerkarriere begann er am Theater, beispielsweise in den Rollen des Prinzen Edward in War of the Roses oder als Mercutio in Romeo und Julia. Danach spielte er in verschiedenen Kurzfilmen und Fernsehserien mit. Am ehesten bekannt ist er für seine Rollen als Kyle Mulroney in der australischen BBC-Seifenoper Out of the Blue und als Nick Armstrong in der US-amerikanischen Mysteryserie The Secret Circle.

## Filmografie (Auswahl)
- 2008–2009: Out of the Blue (Fernsehserie, 37 Episoden)
- 2010: Purgatory (Kurzfilm, Stimme)
- 2011: White Pistol (Kurzfilm)
- 2011–2012: The Secret Circle (Fernsehserie)
- 2012: The Bunker (Kurzfilm)
- 2016–2018: The Fosters (Fernsehserie, 18 Episoden)
- 2018: Troja – Untergang einer Stadt (Troy: Fall of a City, Fernsehserie, 8 Episoden)